# يوشيتاتسو إيتانو
يوشيتاتسو إيتانو (باليابانية: 板野 圭竜) (30 نوفمبر 1995 في أوكاياما في اليابان – )؛ هو لاعب كرة قدم كان يلعب كمدافع.

## وصلات خارجية
- يوشيتاتسو إيتانو على موقع رابطة كرة القدم اليابانية للمحترفين (اليابانية)
- يوشيتاتسو إيتانو على موقع Soccerway.com (الإنجليزية)